# 眠月石猴
眠月石猴，又稱為達摩岩，是一座曾存在臺灣嘉義縣阿里山鄉亞杉坪林道支線上的地形景觀，並不屬阿里山國家森林遊樂區範圍。該石位於海拔標高2318公尺處，高31公尺、直徑為9公尺，因仰望形似蹲坐的臺灣獼猴而得名。

## 沿革
20世紀初期，眠月作為阿里山林業的重要採集區域開始進行開墾作業。自1912年（明治45年）起開始修築眠月線鐵道，該作業從1913年（大正2年）起，從阿里山推進到達8公里外的眠月，並修建至烏松坑山腳下約6公里的鐵道，總長超過14公里。由於該地區的路徑曲折、地勢陡峭，海拔落差也很大，因此必須建造高架木橋，並在木橋上方鋪設鐵軌而形成獨特的森林景觀，其中，眠月石猴原位於眠月檜木區一帶，經伐除樹木、鋪設鐵軌後，該巨石顯得更加突顯在昔日的影像資料，日人稱呼該石碑稱為「達摩岩」（或阿里山新達磨石、達摩或達磨（dharma））。因石狀如達摩盤坐的樣子而得名。並曾於《臺灣寫真大觀：山岳編》及相關明信片登載達摩岩一景圖像。
1983年，為了因應當地遊客勢增需求，玉山林區管理處決定保留阿里山森林鐵路，1979年停駛的眠月線也於此時重新開放，並改闢為觀光鐵路，其中在同年3月21日於石猴車站，可遙望石猴一景處並開闢石猴遊憩區及杉林區一葉蘭保護區，正式開放民眾遊覽石猴。
1998年，由於阿里山國家森林遊樂區的阿里山神木倒塌，林管處選擇以「眠月石猴」作為園區的新主打地標，以此取代神木吸引觀光人潮，其中，阿里山郵局更以石猴為新紀念戳，取代原來的神木戳。然而在1999年9月21日，臺灣中部發生921大地震，眠月線及石猴受到地震波及與落石重創，導致支線斷垣殘壁、石猴頭部落地，使巨岩不再完整，林務局後決定尊重大自然的變化，放棄眠月石猴作為園區的地標。
當前，由於眠月線數次由颱風帶來之大雨再度坍塌而損毀中斷，眠月長期處於封園狀態，石猴遊憩區也因而荒廢，當代，當前，石猴仍處於深山峻嶺，僅有溪阿縱走及塔山步道可以遠眺當前石猴狀態，目前此地已與眠月線被劃分為臺灣一葉蘭保留區範圍。

## 其他
- 臺灣畫家陳澄波曾於1935年到訪阿里山時，透過素描本速寫《達摩岩》一幅。[13]
- 位於桃園市龍潭區的小人國主題樂園展示一座等比例眠月石猴、眠月線及阿里山神木的戶外模型。

## 另見
- 眠月神木
- 石猴車站